# Молли Холли
Но́ра Кристина Бенсхуф (урождённая Гринвальд, англ. Nora Kristina Benshoof (Greenwald), род. 7 сентября 1977, Форест-Лейк, Миннесота)) — американская женщина-рестлер, работающая в WWE в качестве продюсера. Наиболее известна по выступлениям в этой компании с 2000 по 2005 год под именем Мо́лли Хо́лли (англ. Molly Holly). Она также известна по выступлениям в World Championship Wrestling (WCW) под именами Мисс Мэднесс и Мона в 1999—2000 годах.
Холли начала свою карьеру рестлера в WCW, где она также работала тренером. В 2000 году Гринвальд дебютировала в WWF в составе группировку «Кузены Холли» с Хардкором Холли и Крэшем Холли. Позже она была объединена с Ураганом. За время своей работы в WWF/WWE Холли один раз становилась хардкорным чемпионом WWF и дважды — чемпионом WWE среди женщин.
Сейчас она работает тренером в The Academy School of Professional Wrestling в Миннеаполисе, Миннесота. Она также продолжает периодически появляться в WWE, в том числе участвовала в женской «Королевской битве» в 2018 и 2020 годах. В 2021 году Молли Холли была введена в Зал славы WWE.

## Ранняя жизнь
Нора Гринвальд родилась в семье Рика и Бонни Гринвальд и росла вместе с двумя братьями. Планируя принять участие в телешоу «Американские Гладиаторы», Гринвальд занималась тяжелой атлетикой и гимнастикой с 14 до 18 лет. В возрасте 14 лет, она побила рекорд штата Миннесота по тяжелой атлетике (75 фунтов) в своей возрастной категории, подняв 100 фунтов.
По окончании средней школы района Форест-Лейк в 1996 году, Гринвальд ушла из дома с суммой в размере 200 долларов. На своем автомобиле «Oldsmobile», 1965 года выпуска, Гринвальд проехала от Миннесоты до Флориды, где работала в ресторане «Subway», продавцом телемагазина, пока, из любопытства, не попробовала себя в рестлинге.

## Титулы и достижения
- Cauliflower Alley Club
  - Награда в женском рестлинге (2013)[6]
- New Dimension Wrestling
  - Чемпион NDW среди женщин (1 раз)[7]
- World Professional Wrestling Federation
  - Чемпион WPWF среди женщин (1 раз)[8]
- Women Superstars Uncensored
  - Зал славы WSU (2010)
- World Wrestling Federation / World Wrestling Entertainment / WWE
  - Чемпион WWE среди женщин (2 раза)[9]
  - Хардкорный чемпион WWF (1 раз)[10]
  - Зал славы WWE (2021)

### Luchas de Apuestas
| Победитель       | Проигравший          | Место              | Шоу             | Дата          |
| ---------------- | -------------------- | ------------------ | --------------- | ------------- |
| Виктория (титул) | Молли Холли (волосы) | Нью-Йорк, Нью-Йорк | WrestleMania XX | 14 марта 2004 |